# Bryan Bailey
Bryan Jovan Bailey (ur. 13 maja 1980 w Hempstead) – amerykański koszykarz, występujący na pozycji rozgrywającego, posiadający także jamajskie obywatelstwo, po zakończeniu kariery zawodniczej trener koszykarski, obecnie asystent trenera Atlanty Hawks. 
W sezonie 2008/2009 bronił barw Turowa Zgorzelec.
14 czerwca 2023 został asystentem trenera Atlanty Hawks.

## Osiągnięcia
Na podstawie,  o ile nie zaznaczono inaczej.
NCAA
- Zaliczony do I składu Patriot League (2002)
- Lider Patriot League w liczbie celnych (165) i oddanych (221) rzutów wolnych (2001)

Drużynowe
- Wicemistrz Polski (2009)
- Finalista Pucharu Niemiec (2007)
- Uczestnik międzynarodowych rozgrywek:
  - Euroligi (2009)
  - Eurocup (2007/2008)
  - EuroChallenge (2011/2012)